# Lotto Belisol/Saison 2013
Dieser Artikel listet Erfolge und Fahrer des Radsportteams Lotto Belisol in der Saison 2013 auf.

## Erfolge in der UCI World Tour
| Datum      | Rennen                    | Sieger        |
| ---------- | ------------------------- | ------------- |
| 22. Januar | 1. Etappe Tour Down Under | André Greipel |
| 25. Januar | 4. Etappe Tour Down Under | André Greipel |
| 27. Januar | 6. Etappe Tour Down Under | André Greipel |
| 10. Mai    | 7. Etappe Giro d’Italia   | Adam Hansen   |
| 4. Juli    | 6. Etappe Tour de France  | André Greipel |
| 15. August | 4. Etappe Eneco Tour      | André Greipel |

## Erfolge in der UCI Africa Tour
| Datum      | Rennen                              | Kat. | Sieger            |
| ---------- | ----------------------------------- | ---- | ----------------- |
| 14. Januar | 1. Etappe La Tropicale Amissa Bongo | 2.1  | Frédérique Robert |
| 16. Januar | 3. Etappe La Tropicale Amissa Bongo | 2.1  | Gert Dockx        |
| 18. Januar | 5. Etappe La Tropicale Amissa Bongo | 2.1  | Frédérique Robert |
| 20. Januar | 7. Etappe La Tropicale Amissa Bongo | 2.1  | Gert Dockx        |

## Erfolge in der UCI Europe Tour
| Datum         | Rennen                                        | Kat. | Sieger             |
| ------------- | --------------------------------------------- | ---- | ------------------ |
| 3. Februar    | Trofeo Palma                                  | 1.1  | Kenny Dehaes       |
| 6. Februar    | 1. Etappe Tour Méditerranéen                  | 2.1  | André Greipel      |
| 10. Februar   | 5. Etappe Tour Méditerranéen                  | 2.1  | Jürgen Roelandts   |
| 15. März      | Handzame Classic                              | 1.1  | Kenny Dehaes       |
| 4. April      | Grand Prix Pino Cerami                        | 1.1  | Jonas Vangenechten |
| 24. April     | 4. Etappe Presidential Cycling Tour of Turkey | 2.HC | André Greipel      |
| 25. April     | 5. Etappe Presidential Cycling Tour of Turkey | 2.HC | André Greipel      |
| 22. Mai       | 1. Etappe Ronde van België                    | 2.HC | André Greipel      |
| 23. Mai       | 2. Etappe Ronde van België                    | 2.HC | André Greipel      |
| 2. Juni       | Ronde van Zeeland Seaports                    | 1.1  | André Greipel      |
| 19. Juni      | Halle–Ingooigem                               | 1.1  | Kenny De Haes      |
| 23. Juni      | Deutsche Meisterschaft – Straßenrennen        | CN   | André Greipel      |
| 23. Juli      | 4. Etappe Tour de Wallonie                    | 2.HC | Kenny Dehaes       |
| 7. September  | Brussels Cycling Classic                      | 1.HC | André Greipel      |
| 20. September | Kampioenschap van Vlaanderen                  | 1.1  | Jens Debusschere   |
| 3. Oktober    | 1. Etappe Tour de l’Eurométropole             | 2.1  | Jens Debusschere   |
| 3.–6. Oktober | Gesamtwertung Tour de l’Eurométropole         | 2.1  | Jens Debusschere   |
| 15. Oktober   | Nationale Sluitingsprijs                      | 1.1  | Jens Debusschere   |

## Abgänge – Zugänge
| Zugänge          | Team 2012               | Abgänge         | Team 2013                 |
| ---------------- | ----------------------- | --------------- | ------------------------- |
| Dirk Bellemakers | Landbouwkrediet-Euphony | Gianni Meersman | Omega Pharma-Quick Step   |
|                  |                         | Mahdi Sohrabi   | Tabriz Petrochemical Team |

## Mannschaft
| Name                  | Geburtstag         | Nationalität |              |
| --------------------- | ------------------ | ------------ | ------------ |
| Lars Bak              | 16. Januar 1980    | Dänemark     |              |
| Dirk Bellemakers      | 19. Januar 1984    | Niederlande  |              |
| Gaëtan Bille          | 6. April 1988      | Belgien      |              |
| Brian Bulgaç          | 7. April 1988      | Niederlande  |              |
| Sander Cordeel        | 7. November 1987   | Belgien      |              |
| Bart De Clercq        | 26. August 1986    | Belgien      |              |
| Francis De Greef      | 2. Februar 1985    | Belgien      |              |
| Kenny Dehaes          | 10. November 1984  | Belgien      |              |
| Jens Debusschere      | 28. August 1989    | Belgien      |              |
| Gert Dockx            | 4. Juli 1988       | Belgien      |              |
| André Greipel         | 16. Juli 1982      | Deutschland  |              |
| Adam Hansen           | 11. Mai 1981       | Australien   |              |
| Greg Henderson        | 10. September 1976 | Neuseeland   |              |
| Olivier Kaisen        | 30. April 1983     | Belgien      |              |
| Joost van Leijen      | 20. Juli 1984      | Niederlande  |              |
| Maarten Neyens        | 1. März 1985       | Belgien      |              |
| Vicente Reynés        | 30. Juli 1981      | Spanien      |              |
| Frédérique Robert     | 25. Januar 1989    | Belgien      |              |
| Jürgen Roelandts      | 2. Juli 1985       | Belgien      |              |
| Marcel Sieberg        | 30. April 1982     | Deutschland  |              |
| Jurgen Van De Walle   | 9. Februar 1977    | Belgien      |              |
| Jurgen Van Den Broeck | 1. Februar 1983    | Belgien      |              |
| Tosh Van Der Sande    | 28. November 1990  | Belgien      |              |
| Dennis Vanendert      | 27. Juni 1988      | Belgien      |              |
| Jelle Vanendert       | 19. Februar 1985   | Belgien      |              |
| Jonas Vangenechten    | 16. September 1986 | Belgien      |              |
| Tim Wellens           | 10. Mai 1991       | Belgien      |              |
| Frederik Willems      | 8. September 1979  | Belgien      |              |
| Stagiaires            | Stagiaires         | Nationalität | Nationalität |
| Stig Broeckx          | Stig Broeckx       | Belgien      |              |
| Jorne Carolus         | Jorne Carolus      | Belgien      |              |
| Elmar Reinders        | Elmar Reinders     | Niederlande  |              |